# كواش (اسم)
كواش هو اسم علم مذكر من أصل عربي، ومعناه هو بصيغة المبالغة من الفعل كاش فزع، والمعنى الجبان الخوار.

## وصلات خارجية
- موسوعة السلطان قابوس لأسماء العرب نسخة محفوظة 5 أبريل 2019 على موقع واي باك مشين.